# 平原出版社
平原出版社（1961年－1968年）是台灣一間已歇業的出版社，由知名作家柏楊一手創立，自己亦當上社長一職。柏楊最初成立平原出版社是為了剛連載完結的小說《異域》，也為了推銷自己所作的專欄雜文集（《倚夢閒話》及《西窗隨筆》系列），速度快時兩個月就出一本。他曾經在一次與國立臺北教育大學教授應鳳凰的文學對話表示：
|  | ……我最初出版小說和雜文，找到一個發行商，姓唐。他們有三兄弟，全省發行都掌握在這三兄弟手中。他拒絕發行我的作品，理由是：「你在《自立晚報》上刊登，雖然有人反映寫得不錯，但只是報紙的一部份，不過順便一瞥；現在印刷成書，不見得能賣。」我哀求他，最後他說：「你先給我三百本，我來賣賣看。」過了三、四個月，再來找他，那三百本還原封不動地堆在牆角。我說：「你怎麼沒有發呢？」他說：「不能幫你發。這種書啊，不可能有銷路，市場的情形我清楚得很。不發，還是三百本嘛。如果一發，丟了一本，我還得賠你一本。」我只好自己辦過出版社，董事長、董事、社長、編輯、副編輯、工友都是我一個人兼。…… |

柏楊又在《柏楊回憶錄》中表示，平原出版社令他的書籍得以暢銷，他的讀者遍滿天下。1968年，柏楊因大力水手事件（柏楊案）而被判入獄，平原出版社因此被迫結業，前後經營僅七年。柏楊出獄後，他的大部份著作已交由星光出版社再版，而他再無復辦平原出版社的意願（自己卻表示「因寫作越來越忙」），最後他在1990年代選擇與遠流出版公司合作。